# کنه‌های شکارگر (تیره)
کنه‌های شکارگر یا برگ‌دوندگان (نام علمی: Phytoseiidae) نام یک تیره از فراراستهُ انگل‌شکلان است.